# هانز ستادن
هانز ستادن كان جندي ومستكشف ألماني سافر إلى أمريكا الجنوبية في منتصف القرن السادس عشر، حيث تم أسره من قبل شعب توبينامبا في البرازيل.تمكن من البقاء على قيد الحياة والعودة بأمان إلى أوروبا. في كتابه `` التاريخ الحقيقي: قصة أسر آكلي لحوم البشر في البرازيل ، الذي تمت قراءته على نطاق واسع، أدعى بأن السكان الأصليين الذين احتجزوه في الأسر يمارسون أكل لحوم البشر.